# NGC 22
NGC 22 ist eine Spiralgalaxie vom Hubble-Typ Sb im Sternbild Pegasus am Nordsternhimmel. Sie ist schätzungsweise 379 Millionen Lichtjahre von der Milchstraße entfernt und hat einen Durchmesser von etwa 195.000 Lj.

Im selben Himmelsareal befinden sich u. a. die Galaxien NGC 1, NGC 2, NGC 16.
Das Objekt wurde am 2. Oktober 1883 von dem französischen Astronomen Édouard Jean-Marie Stephan entdeckt.